# Медведенко Валентина Федорівна
Валенти́на Фе́дорівна Медведе́нко (15 листопада 1941, Бахмут — 26 лютого 2014, Луганськ) — українська театральна актриса. Народна артистка України (1997).

## Життєпис
Валентина Федорівна народилася 15 листопада 1941 в Артемівську (нині — Бахмут). Батько загинув на фронті, її виховувала мама.
1961 — закінчила театральну студію при Артемівському українському музично-драматичному театрі.
Від 1970 і до кінця життя — актриса Луганського обласного музично-драматичного театру. Грала в п'єсах як сучасних, так і української та зарубіжної класики.
Також виступала на радіо і телебаченні.
1978 — удостоєна звання заслуженої артистки УРСР.
1997 — отримала звання народної артистки України.
2002 — нагороджена Почесною грамотою Кабінету Міністрів України.

## Ролі
- Василина («Виходили бабці заміж» Ф. Булякова)
- Устина Лобкович(«Розп'яті» В. Винниченка)
- Марія Лучицька(«Талан» М. Старицького)
- Галина («Чіо-чіо-Саня» В. Башкуєва)
- Марія («Вибір» за Ю. Бондарєвим)
- Жозефіна («Наполеон та його ад'ютантка» І. Губача)
- Христя («Повія» за П. Мирним)
- Галя («Циганка Аза» М. Старицького)
- Луїза («Підступність і кохання»)
- Настя («Титарівна» за Т. Шевченком)
- Грушенька («Грушенька» І. Штока)

Грала в музичних комедіях «Жартувала баба з колесом…», «Ах, мігрень», в театральній фантазії «Рандеву з оперетою» та інших.
Всього зіграла понад 160 ролей.